# Problema socràtic
El problema socràtic o qüestió socràtica és un terme utilitzat en la recerca històrica sobre els intents de reconstruir una imatge històrica i filosòfica de Sòcrates a partir de la naturalesa variable i, de vegades contradictòria, de les fonts existents en la seva vida. Els estudiosos confien en les fonts existents, com ara les de contemporanis seus com Aristòfanes o deixebles com Plató i Xenofont per conèixer qualsevol cosa de Sòcrates. Tanmateix, aquestes fonts contenen detalls contradictoris de la seva vida, paraules i creences quan es prenen junts. Això complica els intents de reconstruir les creences i opinions filosòfiques envers l'històric Sòcrates. Aquest problema es considera una tasca que sembla impossible d'aclarir i, per tant, actualment es classifica com una qüestió sense solució.